# Shoggoth

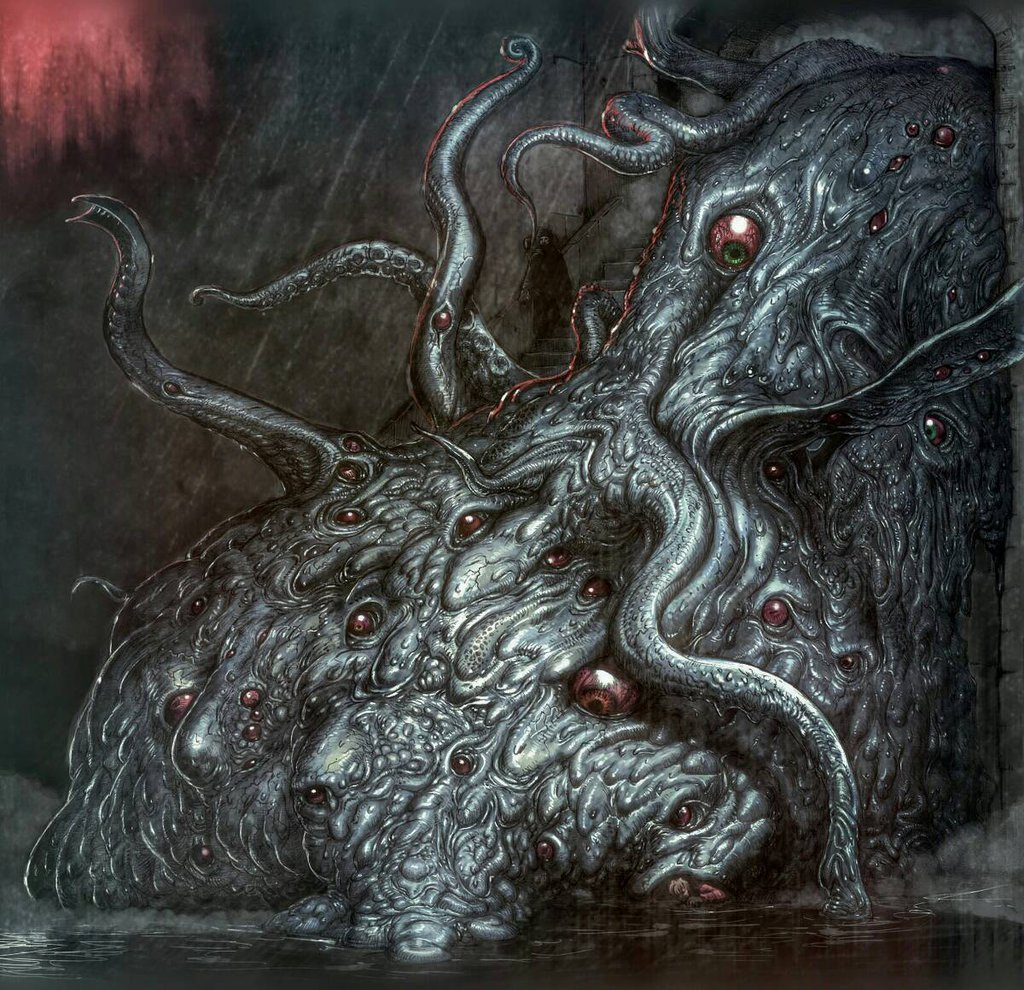
Un Shoggoth, ilustración de Nottsuo.

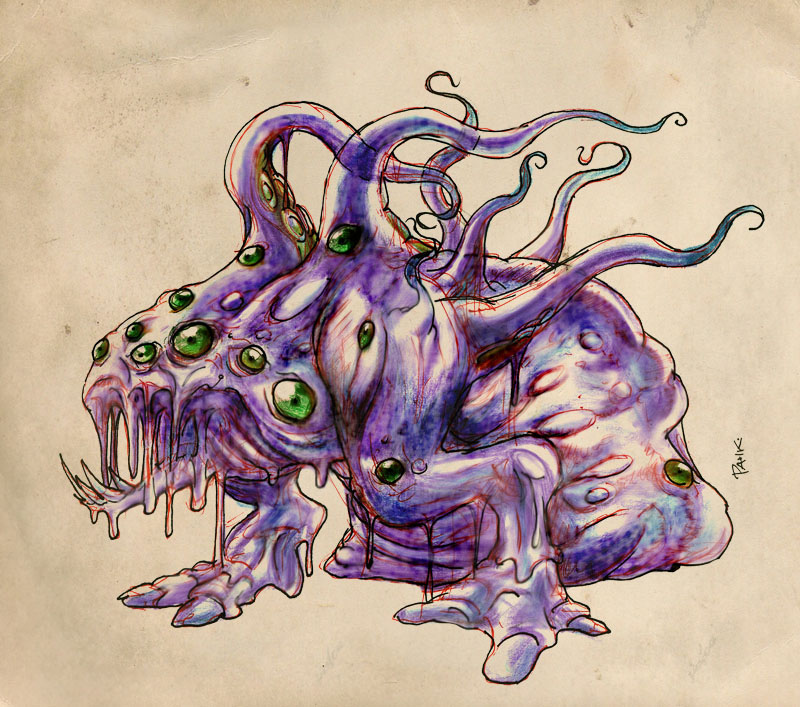
Un Shoggoth, ilustración de Pahko.

Los Shoggoths son criaturas ficticias derivadas de los pulpos creadas por Howard Phillips Lovecraft, y que se representan por primera vez en la novela En las Montañas de la Locura. Aparecen también mencionados en el relato "Cuaderno hallado en una casa deshabitada" (Notebook Found in a Desert House) de Robert Bloch. 

## Resumen
Era algo horrendo e indescriptible, mayor que un vagón de metro; una congestión informe de burbujas protoplasmáticas, vagamente luminiscentes, y con millares de ojos temporales formándose y deshaciéndose como pústulas de luz verdosa por toda la masa que, llenando el túnel ante nosotros, avanzaba a pasos de carga, aplastando a los frenéticos pingüinos y serpentando por el reluciente suelo que él y los de su especie habían mantenido maléficamente limpio. Oíamos el arcano grito burlón, que decía ¡Tekeli-li! ¡Tekeli-li!. H. P. Lovecraft, En las Montañas de Locura.

Los Shoggoths son seres artificiales creados por los Antiguos. Físicamente tienen la apariencia de una masa de protoplasma, similar a una ameba, con ojos y burbujas creándose y desapareciendo en su superficie. Tienen un tamaño de 5 m de radio, y poseen una gran fuerza y resistencia, al igual que escasa inteligencia. No poseen un idioma propio, sino que copian el de sus maestros. Se reproducen por fisión binaria, y se alimentan fagocitando otros seres. Son anfibios.

## Historia
El origen de los Shoggoths se encuentra en la época en que los Antiguos todavía eran una raza con poder sobre la Tierra. Estos crearon a los Shoggoths como sirvientes y esclavos, dotándolos de gran fuerza y poca inteligencia, y una forma indefinida que los hacía versátiles.
Con el tiempo los Shoggoths mostraron un incremento en su intelecto, al igual que la posibilidad de vivir en tierra. En un punto estos se rebelaron contra los Antiguos, pero esta insurrección fue suprimida. Cuando los Antiguos empezaron a decaer, los pocos Shoggoths rebeldes ayudaron a que la raza se redujera.
En el presente quedan pocos, de los cuales algunos son sirvientes de los Antiguos, mientras otros deambulan libremente.

### Relaciones con los Mitos
Cuando los Antiguos retrocedieron a los océanos, algunos Shoggoths terminaron como esclavos de los Profundos. Se cree que los Shoggoths dieron origen a Ubbo-Sathla, un ser similar a un dios, que según algunos mitos es el origen de la vida de la Tierra.

## En la cultura informática
En el año 2023 se popularizó la caricatura de un Shoggoth entre la comunidad dedicada al desarrollo de la inteligencia artificial, específicamente en el ámbito de los grandes modelos de lenguaje (LLM). La figura del Shoggoth ha sido empleada en este caso para condensar algunas preocupaciones en torno a estos modelos de inteligencia artificial, principalmente la opacidad de sus procesos y la falta de comprensión que tienen los creadores de estas tecnologías sobre sus propias creaciones.